# Exsudoporus permagnificus
Bolet magnifique
Espèce
Statut de conservation UICN

 DD  : Données insuffisantes
Exsudoporus permagnificus, le Bolet magnifique, est une espèce rare de champignon (Fungi) basidiomycète du genre Exsudoporus dans la famille des Boletaceae. Ses pores ont la particularité d'exsuder un liquide jaunâtre.

## Taxonomie
Le nom correct complet (avec auteur) de ce taxon est Exsudoporus permagnificus (Pöder) Vizzini, Simonini & Gelardi, 2014.
L'espèce a été initialement classée dans le genre Boletus sous le basionyme Boletus permagnificus Pöder, 1981.

### Synonymes
Exsudoporus permagnificus a pour synonymes :
- Boletus permagnificus Pöder, 1981
- Suillellus permagnificus (Pöder) Blanco-Dios, 2015

### Phylogénie
Décrite en 1981, cette espèce native de l'Europe méditerranéenne ainsi que de Chypre et d'Israel a tout d'abord été placée dans le genre Boletus. Cependant, à la suite d'études moléculaires définissant un nouveau cadre phylogénétique pour les Boletaceae, l'espèce a été finalement transférée en 2014 dans le nouveau genre Exsudoporus, dont elle est l'espèce type.

### Étymologie
L'étymologie du genre Exsudoporus fait référence au fait que les pores des espèces de ce genre (porus) exsudent (exsudo) généralement des gouttelettes jaunâtres selon les conditions. L'épithète spécifique permagnificus fait quant à elle référence aux couleurs "magnifiques" rouges flamboyantes spectaculaires de ce bolet.

## Description du sporophore

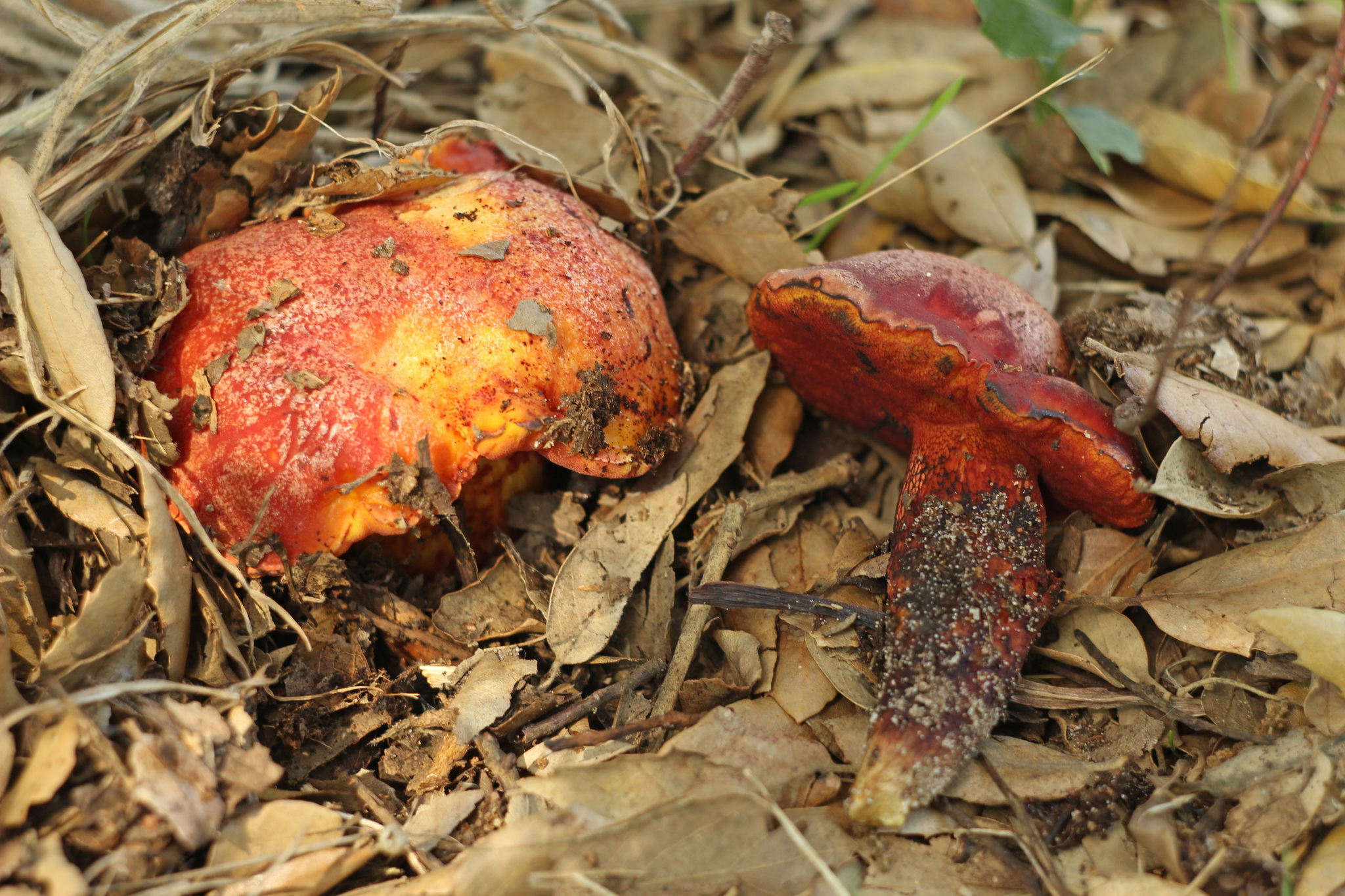
Deux sporophores de E. permagnificus en Italie.

Les bolets sont des champignons dont l'hyménophore, constitué de tubes et terminés par des pores, se sépare facilement de la chair du chapeau. Ce chapeau d'abord rond, recouvert d'une cuticule, devient convexe à mesure qu’il vieillit. Ils ont un pied (stipe) central assez épais et une chair compacte. Les caractéristiques morphologiques de E. permagnificus sont les suivantes :
Son chapeau mesure jusqu'à 8 cm de diamètre. Il est  viscidule, lisse ou presque feutré, de couleur rouge, rouge sang écarlate saturé à rouge vineux, puis terni de cuivré, de brun rouge ou d'ochracé terne, il est bleuissant au toucher.

L'hyménophore présente des petits pores rouge sanguin, plus oranges vers le bord, bleuissants à la pression. Pouvant parfois se décolorer en orange ou en jaunâtre. Ils exsudent un liquide jaunâtre, du moins à l'état jeune.

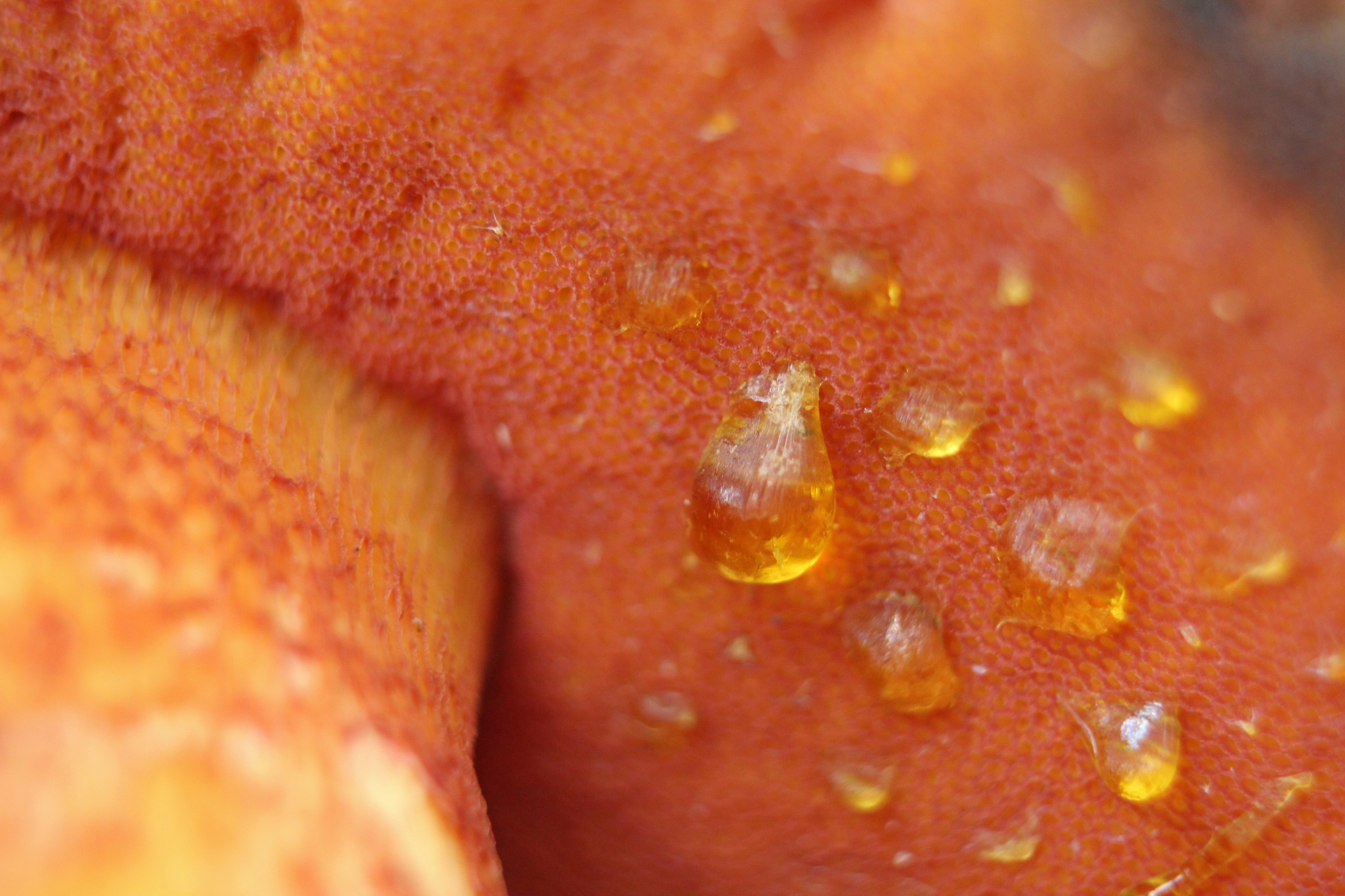
Pores du Bolet magnifique exsudant un liquide jaunâtre.

Son stipe mesure jusqu'à 6 × 3 cm, de forme subradicant et orné d'un réseau vif dense sur fond jaune d'or, devenant bleu noir au toucher.
La chair est jaunâtre, marbrée, bleuissante à la coupe, d'intensité modérée. La saveur est douce à acide et l'odeur est fruitée.

### Réactions chimiques
Pas de réaction au réactif de Melzter.

### Caractéristiques microscopiques
Ses spores mesurent 13 à 16 μm x 5.5 à 6.5 μm.

## Galerie

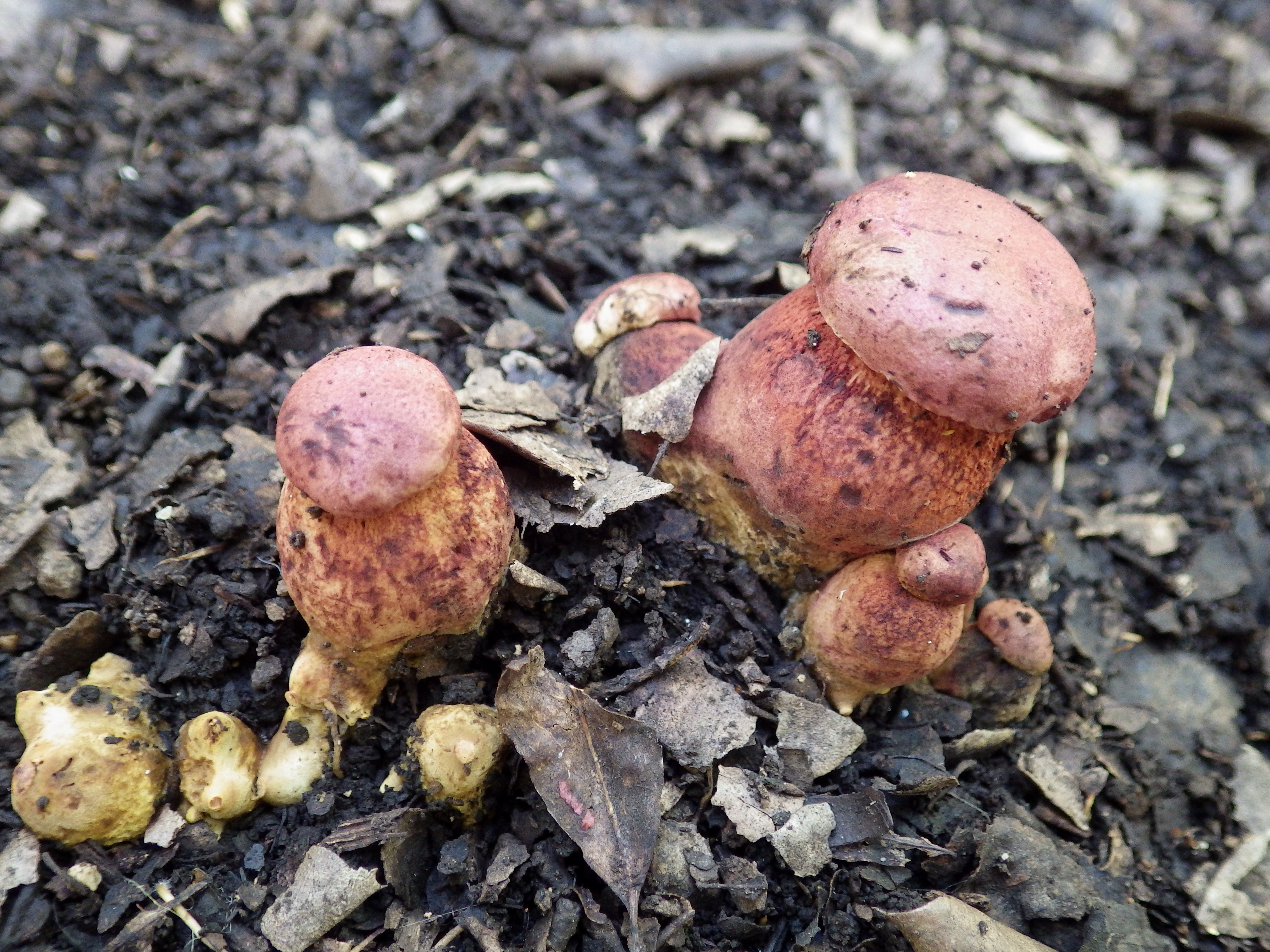
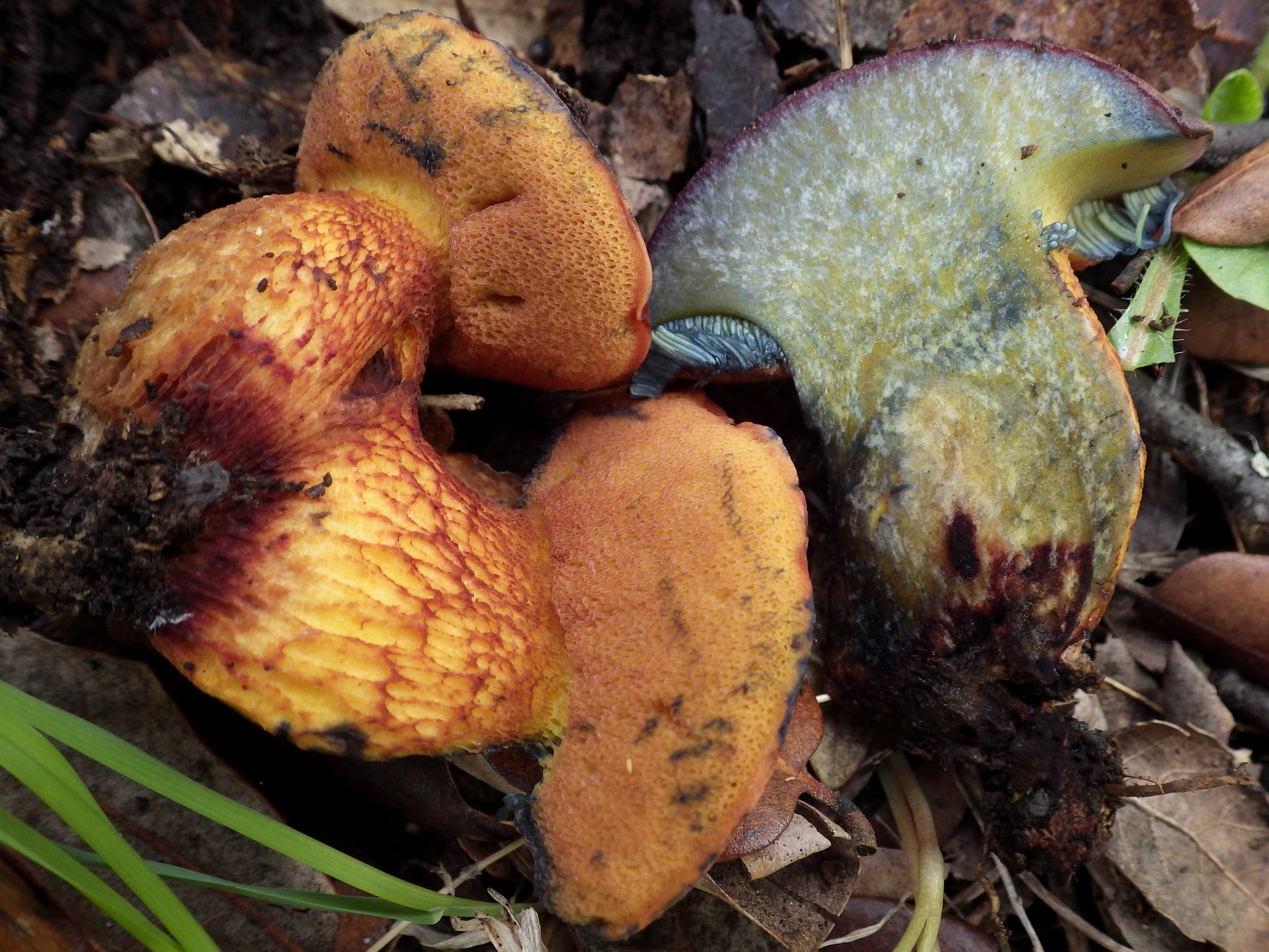
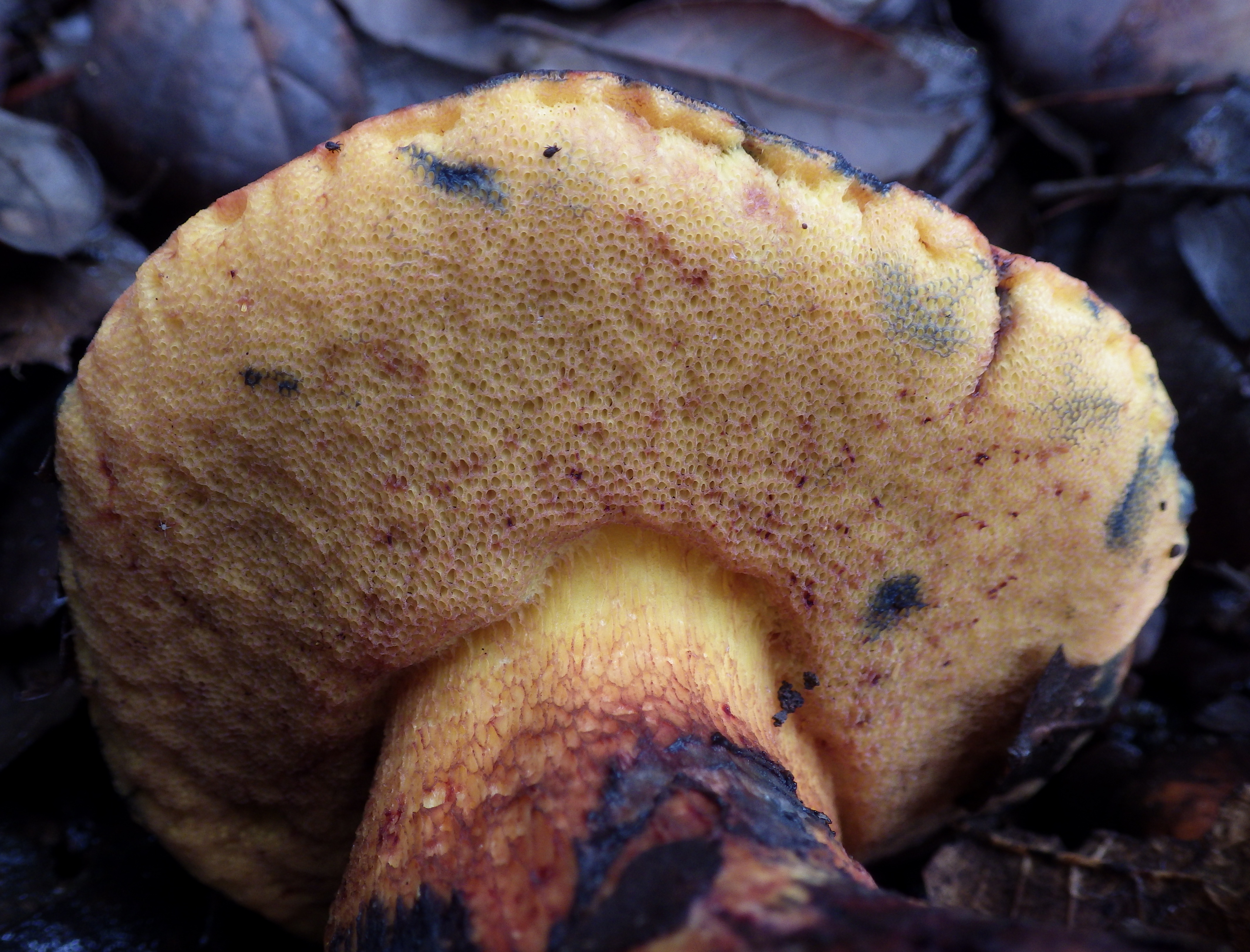
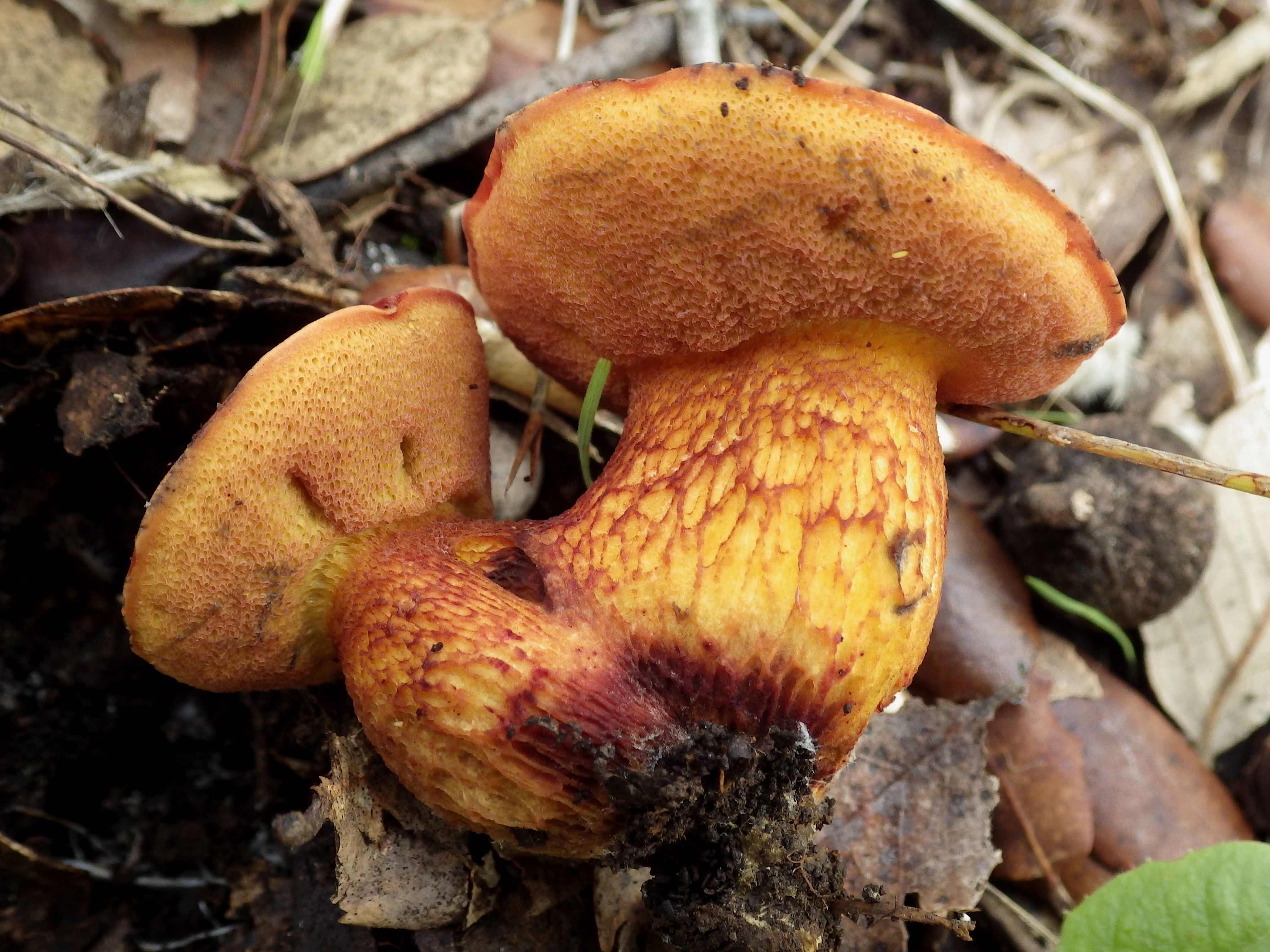
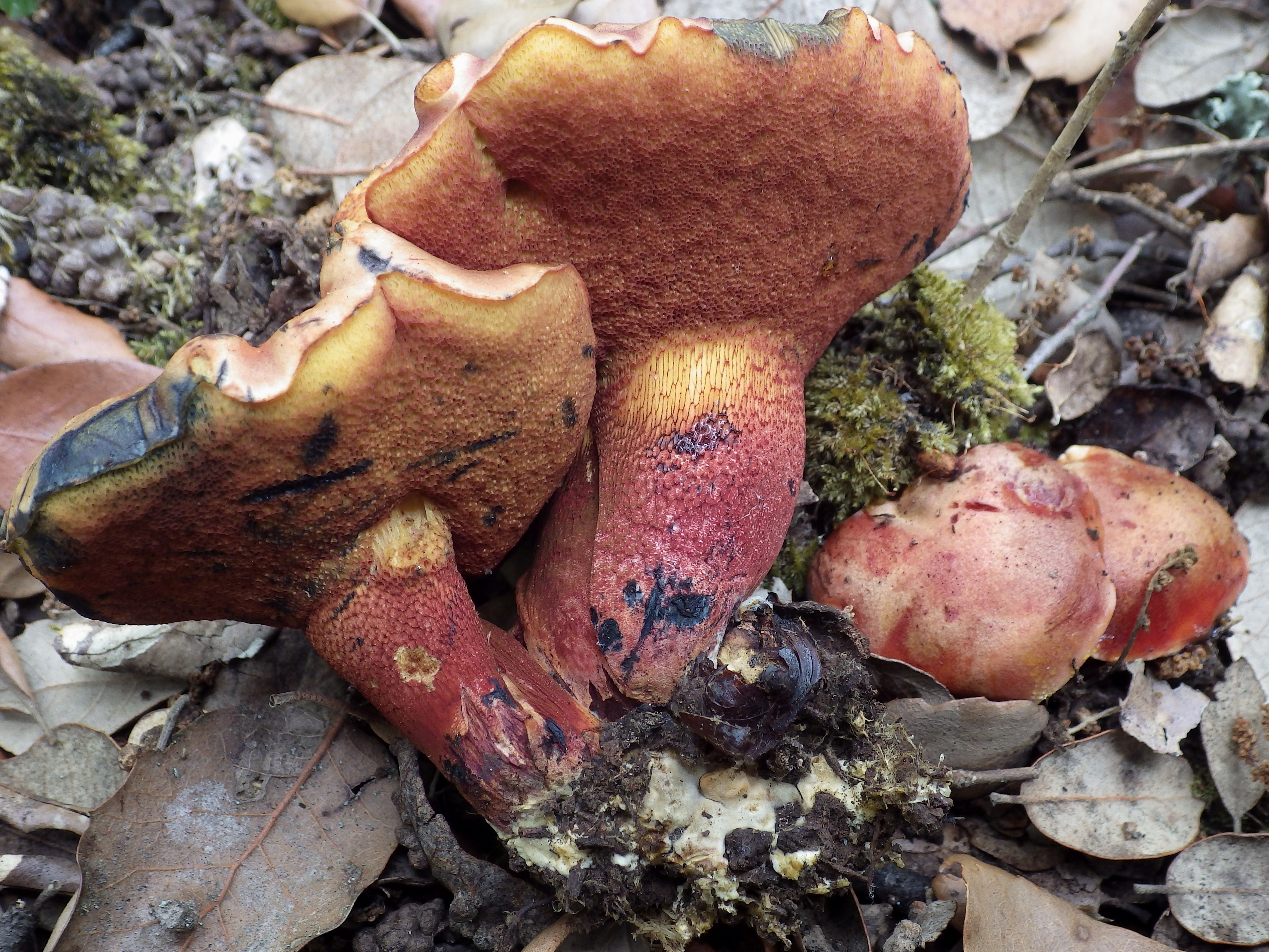
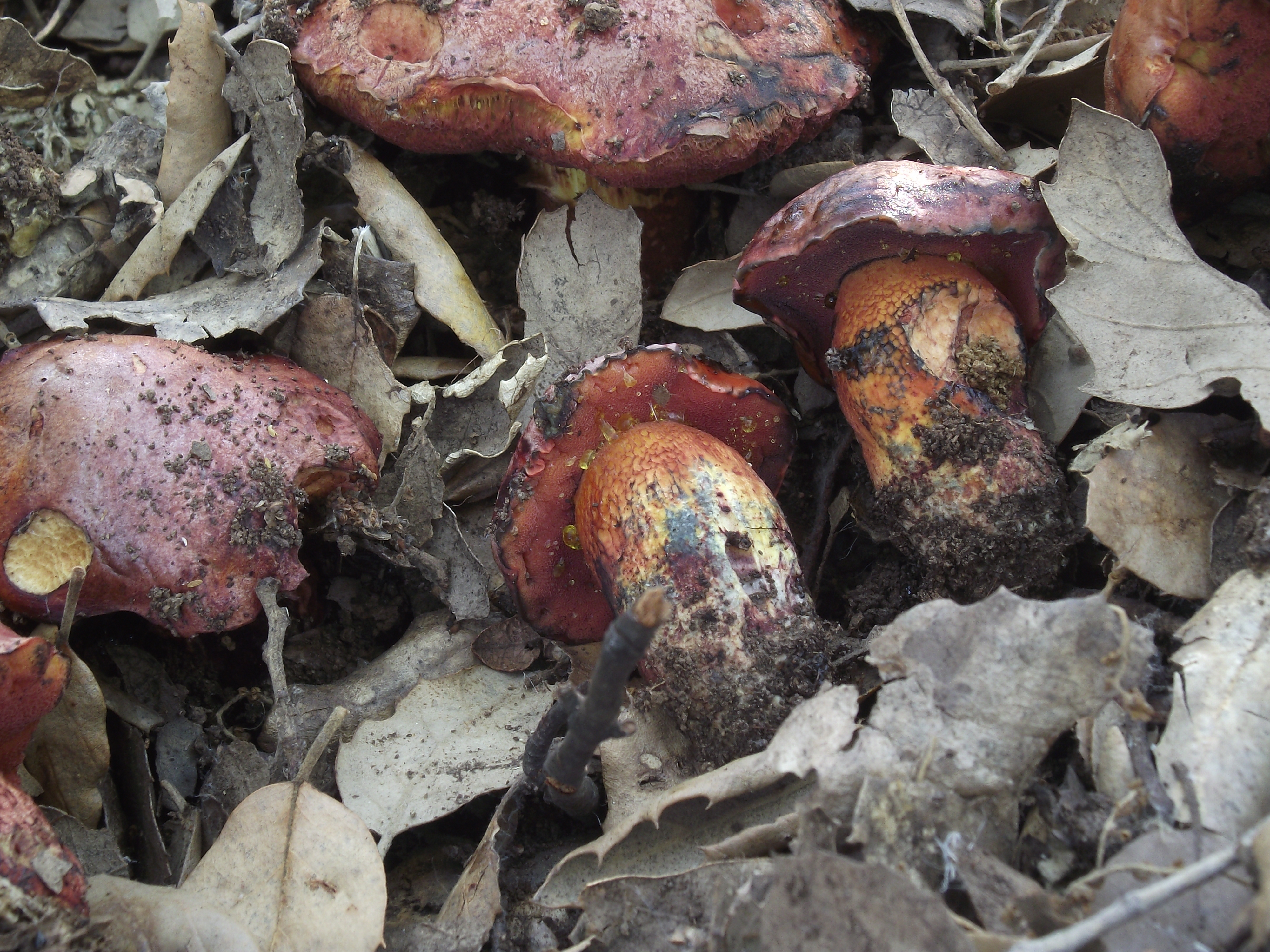
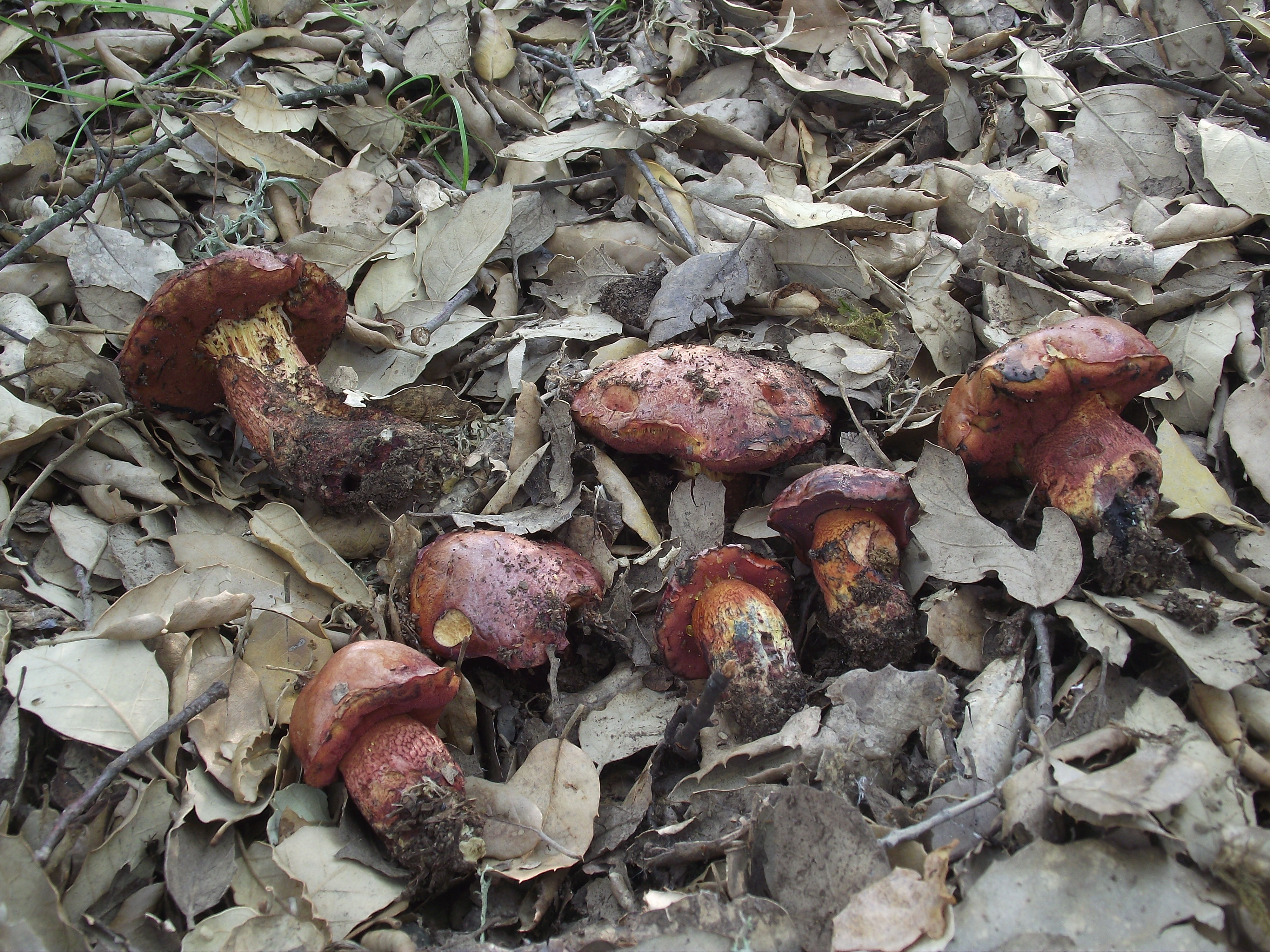
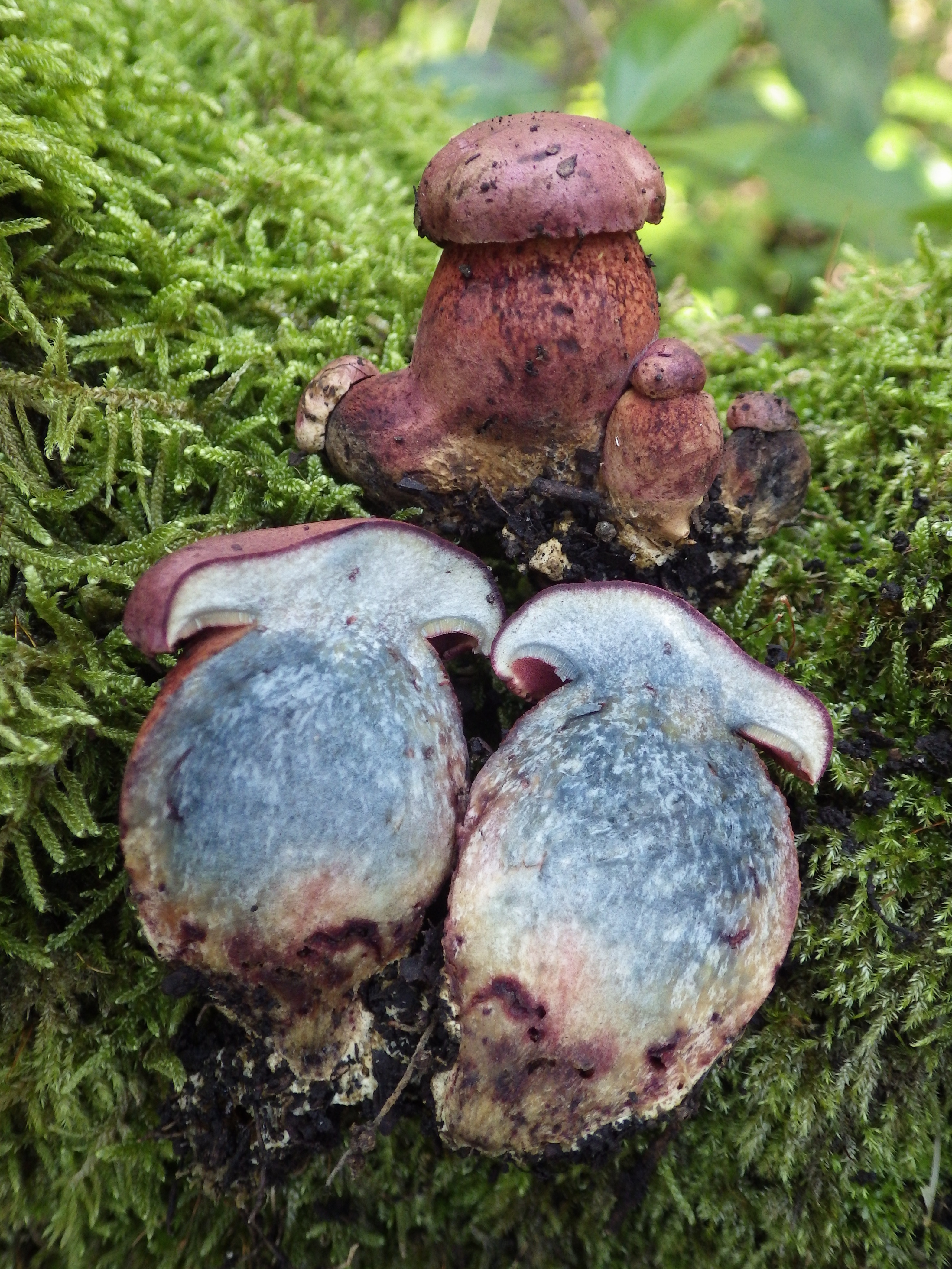
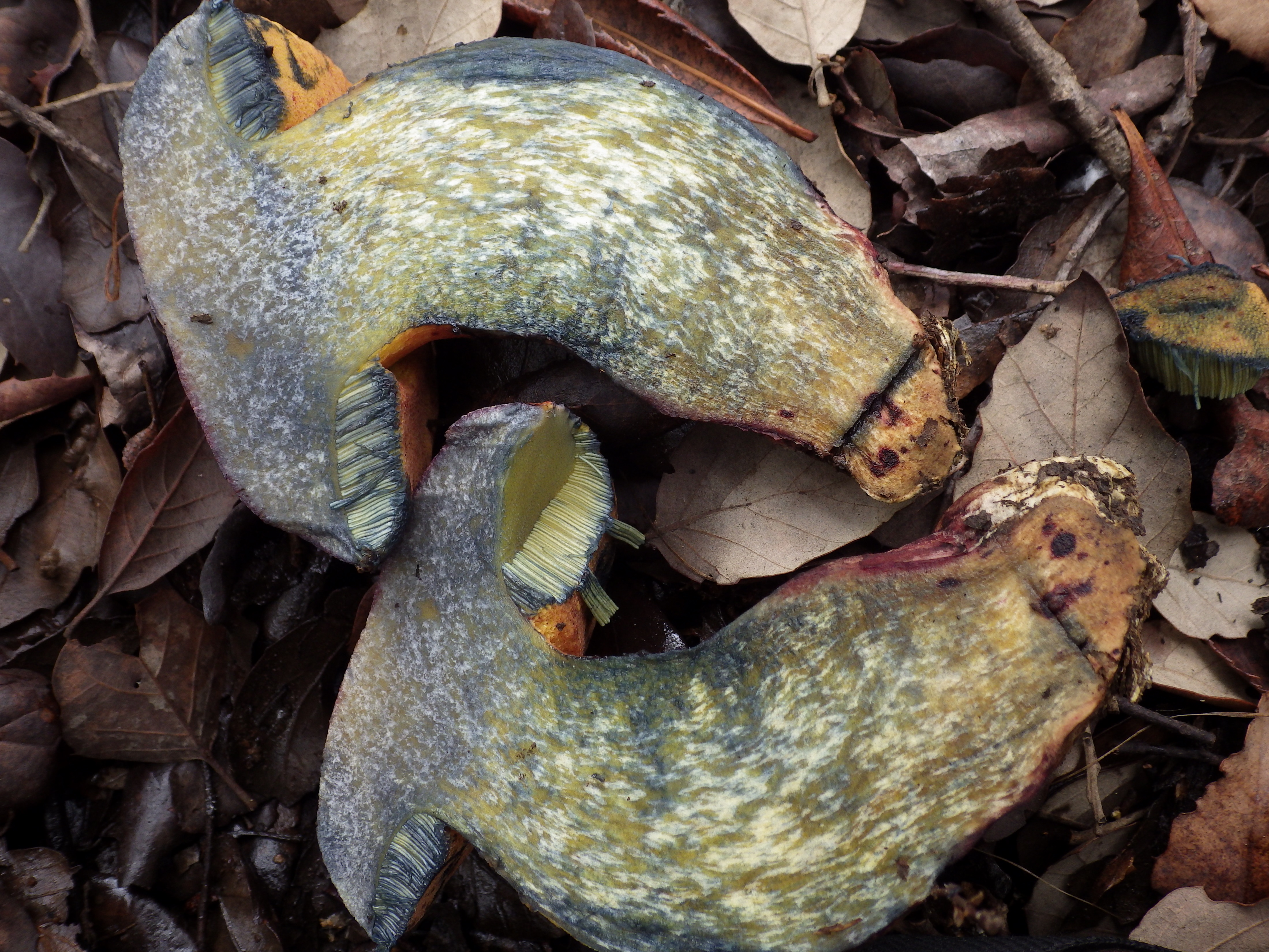
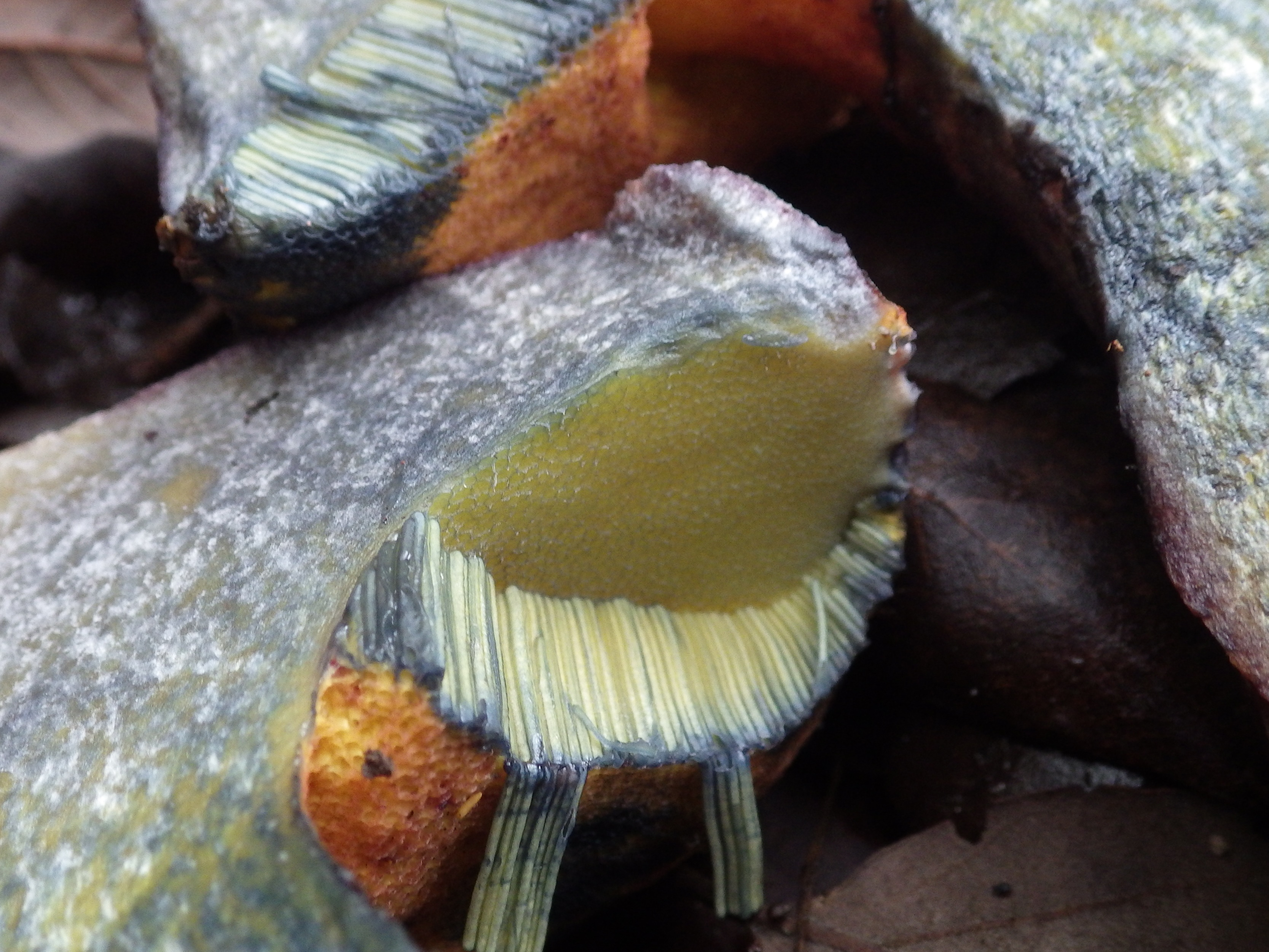

## Habitat et distribution
Il s'agit d'une espèce ectomycorhizienne, rare, méditerranéenne, venant dans les forêts et les maquis, surtout sous chênes. Il est parfois cespiteux.

## Comestibilité
Le Bolet magnifique est toxique cru, mais comestible bien cuit. De par sa rareté et sa difficulté d'identification, il ne fait l'objet d'aucune consommation traditionnelle ou occasionnelle connue. Sa rareté devrait inciter à ne pas le rechercher à des fins de consommation. Il est à considérer comme sans intérêt alimentaire cuit, toxique cru .

## Confusions possibles
Le Bolet magnifique pourrait être confondu avec les espèces suivantes :
- Le Bolet polychrome (Cyanoboletus poikilochromus) aux pores et chapeau jaunâtres et qui forme des cristaux en séchant. Sans intérêt alimentaire cuit, toxique cru.
- Le Bolet blafard (Suillellus luridus), aux teintes plus orangées, sans exsudation au niveau des pores. Comestible cuit, toxique cru.
- Le Bolet de Sardaigne (Alessioporus ichnusanus), au réseau plus grossier, aux teintes rouges bien plus rares, au chapeau grisâtre et aux pores jaunes sans exsudation. Sans intérêt alimentaire.
- Le Bolet de Dupain (Rubroboletus dupainii), au chapeau laqué et aux pores rouge vif sans exsudation, sans réseau sur son pied. Sans intérêt alimentaire cuit, toxique cru.
- Le Bolet chicorée (Rubroboletus legaliae), aux teintes plus rose terne, sans exsudations, au réseau plus complexe mais plus discret et à l'odeur de chicorée à maturité. Toxique.